# Mu1 Boötis
Mu1 Boötis (Alkalurops, 51 Boötis) é uma estrela dupla na direção da constelação de Boötes. Possui uma ascensão reta de 15h 24m 29.54s e uma declinação de +37° 22′ 37.1″. Sua magnitude aparente é igual a 4.31. Considerando sua distância de 121 anos-luz em relação à Terra, sua magnitude absoluta é igual a 1.46. Pertence à classe espectral F0V.